# Littoridinops palustris
Littoridinops palustris är en snäckart som beskrevs av F. G. Thompson 1968. Littoridinops palustris ingår i släktet Littoridinops och familjen tusensnäckor. IUCN kategoriserar arten globalt som livskraftig. Inga underarter finns listade i Catalogue of Life.